# Dan Ariely
Dan Ariely (1967) é um ex-professor de psicologia e economia comportamental americano de origem israelense. Nasceu em Nova Iorque e ensina na Universidade de Duke,sendo o fundador de The Center for Advanced Hindsight.

## Acusações de manipulação de dados
Em 17 de agosto de 2021, um post no blog "Data Colada" — dedicado à análise de evidências utilizadas em estudos acadêmicos — identificou fortes evidências de manipulação e falsificação de dados em um dos papers mais conhecidos de autoria de Dan Ariely.
O paper, publicado em 2012, argumenta que a desonestidade pode ser reduzida quando se solicita às pessoas a assinatura de um "termo de intenção honesta" antes que elas forneçam informações (em um formulário, por exemplo), em vez de solicitar a assinatura de um documento dessa natureza após as pessoas fornecerem as informações. Os resultados deste estudo influenciaram o desenho de políticas de promoção da integridade em organizações em todo o mundo — e agora encontram-se sob intenso escrutínio.

## Obras
- Ariely, Dan (2016), Payoff: The Hidden Logic That Shapes Our Motivations, ISBN 9781501120046, Simon & Schuster/ TED
- Ariely, Dan (2015), Irrationally Yours, ISBN 978-0-06-237999-3, HarperCollins, OCLC 891610204
- Ariely, Dan (2012), The Honest Truth about Dishonesty, ISBN 978-0-06-218359-0, HarperCollins, OCLC 757484553
- Ariely, Dan (2010), The Upside of Irrationality, ISBN 9780061995033, The Upside of Irrationality: The Unexpected Benefits of Defying Logic at Work and at Home, HarperCollins
- Ariely, Dan (2009), Previsivelmente Irracional: Aprenda a Tomar As Melhores Decisões, ISBN 9789898206183, Estrela Polar
- Try it, you'll like it: The influence of expectation, consumption, and revelation on preferences for beer
- Dishonesty in Everyday Life and Its Policy Implications
- Placebo Effects of Marketing Actions: Consumers May Get What They Pay For
- Tom Sawyer and the Construction of Value
- Heyman, James; Ariely, Dan (2004), «Effort for Payment: A Tale of Two markets» (PDF), Psychological Science, 15 (11): 787–793(7), PMID 15482452, doi:10.1111/j.0956-7976.2004.00757.x
- Ariely, Dan; Wertenbroch, Klaus (2002), «Procrastination, Deadlines, and Performance: Self-Control by Precommitment» (PDF), Psychological Science, 13 (3): 219–224, PMID 12009041, doi:10.1111/1467-9280.00441
- Ariely, Dan (2001), «Seeing sets: Representation by statistical properties» (PDF), Psychological Science, 12 (2): 157–162, PMID 11340926, doi:10.1111/1467-9280.00327
- Ariely, Dan (2000), «Controlling information flow: Effects on consumers' decision making and preference», Journal of Consumer Research, 27 (2): 233–248, doi:10.1086/314322
- Coherent Arbitrariness: Stable demand curves without stable preferences
- Combining experiences over time: the effects of duration, intensity changes and on-line measurements on retrospective pain evaluations[ligação inativa]
- Ariely, Dan; Zauberman, Gal (2000), «On the making of an experience: The effects of breaking and combining experiences on their overall evaluation» (PDF), Journal of Behavioral Decision Making, 13: 219–232, doi:10.1002/(SICI)1099-0771(200004/06)13:2<219::AID-BDM331>3.0.CO;2-P